# Georges-Elie Octors
Georges-Elie Octors (1947) is een Belgische dirigent. Zijn vader is dirigent Georges Octors.

## Biografie
Octors vader Georges, die chef-dirigent was van het Belgian National Orchestra tussen 1975 en 1983, was van Belgisch-Congolese afkomst. Georges-Elie studeerde aan het Koninklijk Conservatorium Brussel. Hij was vanaf 1969 solist bij het Belgian National Orchestra. In 1970 werd hij lid van Ensemble Musique Nouvelle de Liège, waar hij van 1976 tot 1991 ook dirigent was.
In 1990 trad hij toe tot het Maximalist! ensemble, met verder oa. Peter Vermeersch en Walter Hus, die hun naam vervolgens veranderden in Twelve Belgian Musicians. In 1994 veranderde de naam in Ictus Ensemble, dat onder de artistieke leiding van Jean-Luc Plouvier hedendaagse klassieke muziek uitvoert. Octors is er dirigent en muziekdirecteur en stichtend lid van het Ictus Piano-Percussie Kwartet. Dit ensemble heeft de repetitieruimte van het dansgezelschap Rosas als thuisbasis. Octors geeft cursussen muziekanalyse voor P.A.R.T.S. (de dansopleiding van Anne Teresa De Keersmaeker). Hij dirigeerde Ictus tijdens de uitvoeringen van verschillende balletten van Rosas, waaronder "Kinok" (1994), "Amor Constante más allá de la Muerte" (1995), "Just Before" (1997), "I Said I" (1999), "Drumming with Rosas" (2000), "3Abschied" (2010), "Vortex Temporum" (2014), "Verklärte Nacht" (2015) en "Rain" (2016).
Octors doceerde ook aan het Conservatorium van Brussel, het Conservatorium van Luik en de Escuela Superior de Musica de Catalunya in Barcelona. 
Hij dirigeerde ook bij het "Giorgio Bernasconi" Ensemble, het kamerorkest van Teatro Alla Scala in Milaan. Hij was ook dirigent bij de premières van werken van componisten zoals Kaija Saariaho, Michael Jarrell, Luca Francesconi, Pierre Bartholomée, Philippe Boesmans, Henri Pousseur, Toshio Hosokawa en Thierry De Mey.
Octors en Ictus werkten ook met choreograaf Wim Vandekeybus, voor een heropvoering van diens debuutvoorstelling "What the body does not remember" uit 1987. In 2013 werd deze voorstelling een aantal keren getoond in deSingel in Antwerpen, om in 2014 en '15 te touren langs de KVS in Brussel, Les Écuries in Charleroi, Teatro Central in Sevilla, Schauspiel Köln, Festspielhaus Hellerau in Dresden, CC Zwaneberg in Heist-op-den-Berg en Sadler's Wells in Londen.
Samen met Ictus en zangeressen Christie Finn en Liesa Van der Aa voerde hij in 2017 "American Lament" op. Deze "ode aan de blues" contrasteerde de klassieke sopraanstem van Finn met de experimentele popvocalen van Van der Aa. De muziek was van Christopher Trapani, die zich liet inspireren door blueszangeres Bessie Smith en de country van de Carter Family, naast werk van componisten Larry Polansky en Michael Pisaro.
In 2018 en 2019 dirigeerde hij, samen met Tom De Cock, een serie uitvoeringen van de minimalistische opera "Einstein on the Beach" van Philip Glass en Robert Wilson. De muzikale uitvoering was van Ictus en Collegium Vocale Gent. Zangeres Suzanne Vega nam de rol van de verteller op zich. Deze uitvoering was gefocust op het muzikale aspect. Het ballet van Lucinda Childs dat bij de originele uitvoering hoorde, werd verruild voor "een verfijnd, subtiel lichtplan" van beeldend kunstenares Germaine Kruip, die de verschillende opvoeringsruimtes "herdacht als installatie". Uitvoeringen van deze opera vonden plaats in Concertgebouw Brugge, Theater und Philharmonie Essen, De Doelen in Rotterdam, Muziekgebouw Eindhoven, De Oosterpoort in Groningen, Teatro Arriaga Antzokia in Bilbao, Palau de la Musica in Barcelona, deSingel in Antwerpen en TivoliVredenburg in Utrecht.

## Discografie (selectie)
- "Les Ephémérides D'Icare 2" (BASF Records - 1970) - van Henri Pousseur. Met Octors op vibrafoon. In de credits staat zijn naam nog vermeld als Georges Octors Jr.[32]
- "Stravinsky au Futur" (BASF/Harmonia Mundi - 1975) - Ensemble Instrumental "Musiques Nouvelles", met Octors op percussie.[33]
- "Attitudes" (Ricercar - 1980) - van Philippe Boesmans, met sopraan Elise Ross. Octors debuutopname als dirigent.[34]
- "Sonata Quasi Una Fantasia / Harmonique" (Musique Nouvelle - 1981) - van Pierre Bartholomée, met Ensemble Musique Nouvelle. Opnieuw vermelding als Georges Octors Jr.[35]
- "Ars Musica '90 - New Gesture And Virtuosity In Music" (1990) - met Musiques Nouvelles.[36]
- "KINOK" (Megadisc Classics - 1995) - Ictus en Thierry De Mey, met Octors als dirigent én op percussie.[37]
- "Invisible Mother" (Carbon 7 Records - 1999) - met Aka Moon en Ictus.[38]
- "In C" (Cypress Records - 2000) - van Terry Riley, door Ictus en Bl!ndman Kwartet, met Octors als dirigent, op percussie en contrabas.[39]
- "Laborintus II" (Ipecac Recordings - 2012) - van Luciano Berio, met Mike Patton en Ictus.
- Christopher Trapani: "Waterlines" (2020) - Ictus, Tom Pauwels en Liesa Van der Aa.[40][41]